# アリア・フォーミュラ会合

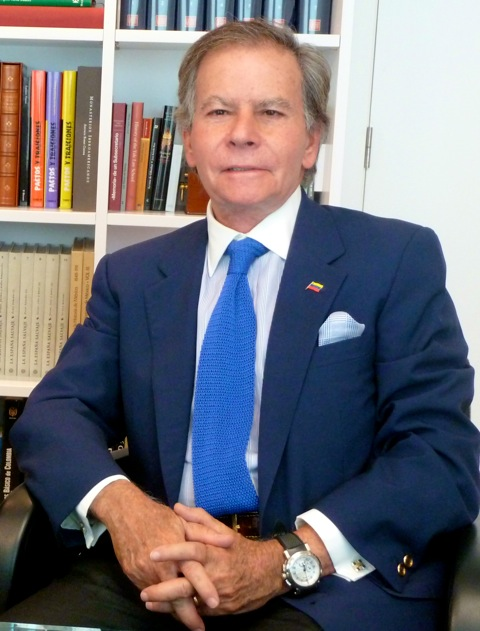
アリア・フォーミュラ会合の発案者であるディエゴ・アリア

"アリア・フォーミュラ"会合（英語: Arria formula meeting）は、国際連合安全保障理事会（UNSC）の理事国による非公式な会合のことである。開催には理事国による召集が必要となる。
アリア・フォーミュラ会合は、安保理の公式な会合から派生したものだが、その非公式性により通常の会合とは区別される。アリア・フォーミュラ会合では通常の公式な会合で求められる要件を満たす必要がない。
安保理の通常の会合では15カ国の理事国全ての出席が必要であり、正式な構成に従い、理事国でない国や個人、非政府組織からの証言を聞くことはない。一方、アリア・フォーミュラ会合では、ある個人や組織、非国家主体、そして安保理に代表を持たない国連加盟国による高位の代表団が安保理理事国と正当かつ機密性の高い環境で直接的な対話を行うことができる。
アリア・フォーミュラ会合を主催するのは議長国とは限らず、理事国が主催し、議論の進行役となる。時には、特定の個人や組織、機関から話を聞くことが有益であると考える非理事国を交えて会合が行われることもある。